# Галкерк
Галкерк (англ. Halkirk) — село в Канаді, у провінції Альберта, у складі муніципального району Пейнтерс № 18.

## Населення
За даними перепису 2016 року, село нараховувало 112 осіб, показавши скорочення на 7,4%, порівняно з 2011-м роком. Середня густина населення становила 184,1 осіб/км².
З офіційних мов обидвома одночасно не володів жоден з жителів, тільки англійською — 110. Усього 5 осіб вважали рідною мовою не одну з офіційних.
Працездатне населення становило 80 осіб (66,7% усього населення), рівень безробіття — 50% (62,5% серед чоловіків та 50% серед жінок). 87,5% осіб були найманими працівниками, а 18,8% — самозайнятими.
Середній дохід на особу становив $12 013 (медіана $12 002), при цьому для чоловіків — $12 013, а для жінок $12 013 (медіани — $12 002 та $12 002 відповідно).
25% мешканців мали закінчену шкільну освіту, не мали закінченої шкільної освіти — 41,7%, 33,3% мали післяшкільну освіту, з яких 25% мали диплом бакалавра, або вищий.
| Статево-вікова структура населення | Статево-вікова структура населення | Статево-вікова структура населення | Статево-вікова структура населення | Статево-вікова структура населення |
| ---------------------------------- | ---------------------------------- | ---------------------------------- | ---------------------------------- | ---------------------------------- |
|                                    |                                    |                                    |                                    |                                    |
| Всього                             | Всього                             | 45,5%54,5%                         |                                    |                                    |
| 0 — 14 років                       | 0 — 14 років                       |                                    | 13,6%                              | 13,6%                              |
| 15 — 64 років                      | 15 — 64 років                      |                                    | 68,2%                              | 68,2%                              |
| 65 і більше                        | 65 і більше                        |                                    | 18,2%                              | 18,2%                              |
| Середній вік (років)               | Середній вік (років)               | 45,446,6                           | 46,0                               | 46,0                               |
| Медіана (років)                    | Медіана (років)                    | 43,554,2                           | 53,8                               | 53,8                               |
| — чоловіки — жінки                 |                                    |                                    |                                    |                                    |

| Походження мешканців:     | Походження мешканців:     | Походження мешканців: | Походження мешканців: | Походження мешканців: |
| ------------------------- | ------------------------- | --------------------- | --------------------- | --------------------- |
| Походження                |                           |                       | осіб                  | %                     |
| Корінні американці        | Корінні американці        |                       | 0                     | 0%                    |
| Інше північноамериканське | Інше північноамериканське |                       | 85                    | 60.71%                |
| Європейське               | Європейське               |                       | 65                    | 46.43%                |
| британське                | британське                |                       | 45                    | 32.14%                |
| французьке                | французьке                |                       | 10                    | 7.14%                 |
| українське                | українське                |                       | 10                    | 7.14%                 |

| Зайнятість населення за галузями (за класифікацією NOC): | Зайнятість населення за галузями (за класифікацією NOC): | Зайнятість населення за галузями (за класифікацією NOC): | Зайнятість населення за галузями (за класифікацією NOC): | Зайнятість населення за галузями (за класифікацією NOC): |
| -------------------------------------------------------- | -------------------------------------------------------- | -------------------------------------------------------- | -------------------------------------------------------- | -------------------------------------------------------- |
|                                                          |                                                          |                                                          |                                                          |                                                          |
| Бізнес, фінанси та адміністрування                       | Бізнес, фінанси та адміністрування                       |                                                          | 17,6%                                                    | 17,6%                                                    |
| Роздрібна торгівля та послуги                            | Роздрібна торгівля та послуги                            |                                                          | 23,5%                                                    | 23,5%                                                    |
| Гуртова торгівля, транспорт та обладнання                | Гуртова торгівля, транспорт та обладнання                |                                                          | 23,5%                                                    | 23,5%                                                    |
| Природні ресурси, сільське господарство                  | Природні ресурси, сільське господарство                  |                                                          | 17,6%                                                    | 17,6%                                                    |

## Клімат
Середня річна температура становить 2,6°C, середня максимальна – 21,6°C, а середня мінімальна – -19,8°C. Середня річна кількість опадів – 416 мм.
| Клімат поселення                              | Клімат поселення | Клімат поселення | Клімат поселення | Клімат поселення | Клімат поселення | Клімат поселення | Клімат поселення | Клімат поселення | Клімат поселення | Клімат поселення | Клімат поселення | Клімат поселення | Клімат поселення |
| Показник                                      | Січ.             | Лют.             | Бер.             | Квіт.            | Трав.            | Черв.            | Лип.             | Серп.            | Вер.             | Жовт.            | Лист.            | Груд.            |                  |
| Середній максимум, °C                         | −6,85            | −3,3             | 1,67             | 10,40            | 16,43            | 20,70            | 21,60            | 20,87            | 15,47            | 9,62             | −0,17            | −6               |                  |
| Середня температура, °C                       | −13,34           | −9,78            | −4,8             | 3,90             | 9,94             | 14,22            | 16,60            | 15,90            | 10,50            | 4,61             | −5,16            | −11              |                  |
| Середній мінімум, °C                          | −19,83           | −16,26           | −11,3            | −2,6             | 3,50             | 7,71             | 11,62            | 10,89            | 5,51             | −0,36            | −10,15           | −15,99           |                  |
| Норма опадів, мм                              | 19               | 13               | 19               | 23               | 43               | 76               | 76               | 55               | 41               | 17               | 16               | 18               |                  |
| Середньомісячна швидкість вітру, м/с          | 4.00             | 3.80             | 4.00             | 4.20             | 4.20             | 3.90             | 3.50             | 3.35             | 3.60             | 3.90             | 4.10             | 4.10             |                  |
| Середньомісячна сонячна радіація, кДж/м²·день | 3940             | 7520             | 12516            | 17487            | 20860            | 22212            | 22762            | 19167            | 13210            | 8049             | 4133             | 2947             |                  |
| --------------------------------------------- | ---------------- | ---------------- | ---------------- | ---------------- | ---------------- | ---------------- | ---------------- | ---------------- | ---------------- | ---------------- | ---------------- | ---------------- | ---------------- |
| Джерело:                                      |                  |                  |                  |                  |                  |                  |                  |                  |                  |                  |                  |                  |                  |